# アインシュタイン方程式
一般相対性理論におけるアインシュタイン方程式（アインシュタインほうていしき、英: Einstein's equations, Einstein Field Equations）は、万有引力・重力場を記述する場の方程式である。アルベルト・アインシュタインによって導入された。
アイザック・ニュートンが導いた万有引力の法則を、強い重力場に対して適用できるように拡張した方程式であり、中性子星やブラックホールなどの高密度・大質量天体や、宇宙全体の幾何学などを扱える。

## 概要
一般相対性理論によれば、大質量の物体は周囲の時空を歪ませる。すなわち、重力とは時空の歪みであるとして説明される。その理論的な帰結・骨子となるのが、次のように表されるアインシュタイン方程式である。
{\displaystyle G_{\mu \nu }+\Lambda g_{\mu \nu }=\kappa T_{\mu \nu }}
左辺は時空がどのように曲がっているのか（時空の曲率）を表す幾何学量であり、右辺は物質の分布を表す量である。
おおざっぱに言えば、星のような物質またはエネルギーを右辺に代入すれば、その物質の周りの時空場がどういう風に曲がっているかを読みとることができる式である。空間の歪みが決まれば、その空間中を運動する物質の運動方程式（測地線方程式）が決まるので、物質分布も変動することになる。
左辺の Gμν = Rμν - 1/2Rgμν はアインシュタイン・テンソルと呼ばれる。Λ は宇宙定数であり、この項は宇宙項と呼ばれる。Rμν はリッチテンソル、R はスカラー曲率であり、どちらも時空の計量テンソル gμν の微分で書かれる幾何学量である。つまりアインシュタイン方程式は計量についての連立偏微分方程式の形をしている。
右辺の Tμν はエネルギー・運動量テンソルである。係数 κ はアインシュタインの重力定数と呼ばれ、ニュートンの重力定数 G と κ = 8π/c4 G の関係にある（π は円周率、c は光速）。
アインシュタイン方程式の両辺は4次元2階対称テンソルであるから、成分毎に分解すれば10本の独立な方程式が得られる。このうち、4本はエネルギー保存則と運動量保存則に対応するものであり、Gμν の空間成分に関係する残りの6本の方程式が時空の運動方程式に相当する。これらは時間微分2階の偏微分方程式6本（あるいは時間微分1階の偏微分方程式12本）であるが、座標の選択の自由度（ゲージの自由度）が4つ、保存則を満たしながら時間発展を行うための拘束条件が4つあると考えれば、たとえ真空中であっても1階の微分方程式4本（2階に直せば2本）の自由度が残る。この自由度は時空の歪みを周囲に波として伝える「重力波」のモードが2つあることを意味している。

## 性質

### アインシュタインテンソルの発散は0
ビアンキの第二恒等式
{\displaystyle \nabla _{l}R_{kji}{}^{h}+\nabla _{j}R_{lki}{}^{h}+\nabla _{k}R_{jli}{}^{h}=0}
から、l = h = a とおいて縮約を行うと
{\displaystyle \nabla _{a}R_{kji}{}^{a}+\nabla _{j}R_{aki}{}^{a}+\nabla _{k}R_{jai}{}^{a}=\nabla _{a}R_{kji}{}^{a}+\nabla _{j}R_{ki}-\nabla _{k}R_{ji}=0}
この式に基本計量テンソル gj i を掛け合わせると、計量条件（またはリッチの補定理）{\displaystyle \nabla _{h}g^{ji}=0} から
{\displaystyle g^{ji}\nabla _{a}R_{kji}{}^{a}+g^{ji}\nabla _{j}R_{ki}-g^{ji}\nabla _{k}R_{ji}=\nabla _{a}\left(g^{ji}R_{kji}{}^{a}\right)+\nabla _{j}\left(g^{ji}R_{ki}\right)-\nabla _{k}\left(g^{ji}R_{ji}\right)=0}
となる。ここで上式の各項について
{\displaystyle g^{ji}R_{kji}{}^{a}=g^{ji}R_{kjif}g^{fa}=g^{ji}R_{jkfi}g^{fa}=R_{kf}g^{fa}=R_{k}{}^{a}}
{\displaystyle g^{ji}R_{ji}=R}
となることから、上式から
{\displaystyle \nabla _{a}R_{k}{}^{a}+\nabla _{j}R_{k}{}^{j}-\nabla _{k}R=2\nabla _{a}R_{k}{}^{a}-\nabla _{k}R=0}
を得る。したがって、アインシュタインテンソルの添え字を一つ上にあげたものを
{\displaystyle G_{i}{}^{j}=R_{i}{}^{j}-{1 \over 2}Rg_{ik}g^{kj}}
とすると、その発散 {\displaystyle \nabla _{a}G_{i}{}^{a}} について
{\displaystyle \nabla _{a}G_{i}{}^{a}=\nabla _{a}R_{i}{}^{a}-{1 \over 2}\nabla _{a}R\delta _{i}^{a}=\nabla _{a}R_{i}{}^{a}-{1 \over 2}\nabla _{i}R=0}
が成り立つ。

## 宇宙項
アインシュタインの1916年のオリジナル論文には含まれておらず、アインシュタイン方程式は Gμν = κTμν の形で書かれていた。アインシュタインは、1917年の論文で方程式に「宇宙項」を加えて Gμν + Λgμν = κTμν の形に書き換えた。Λ は宇宙定数を表す。宇宙項は、正負の符号によっては、重力に対する反重力（万有斥力）として機能する。
アインシュタインがこの項を導入した理由については諸説あるが、一般に有名なのは、彼自身が信じる静止宇宙モデルを実現するためという説である。1917年論文の宇宙モデルは重力と宇宙項による反重力とが釣り合う静止宇宙だった。当時、宇宙膨張は発見されていなかった。しかしこのモデルは不安定であり、僅かな摂動で膨張または収縮に転じる（静止宇宙とならない）性質を持つことが後にアレクサンドル・フリードマンにより示された。
1929年にハッブルが宇宙の膨張を観測的に示した後、1931年にはアインシュタイン自身により「人生最大の過ち」として消去された。しかしながら、近年の宇宙のインフレーション理論や素粒子物理学との関連の中で、宇宙項（に相当する斥力）を再び導入して考えることが通常行われており、むしろ重要な意味を与えている場合がある。観測的宇宙論において、宇宙膨張を加速させている謎のエネルギーとして、ダークエネルギーが提案されている。ダークエネルギーは方程式上では宇宙項である。

## アインシュタイン・マクスウェル方程式
エネルギー・運動量テンソル Tμν が自由空間中の電磁場のみに由来する場合、すなわち電磁テンソルを用いて以下のように表わせるとき
{\displaystyle T^{\alpha \beta }=-{\frac {1}{\mu _{0}}}\left(F^{\alpha }{}^{\psi }F_{\psi }{}^{\beta }+{\frac {1}{4}}g^{\alpha \beta }F_{\psi \tau }F^{\psi \tau }\right)}
これを代入したアインシュタイン方程式はアインシュタイン・マクスウェル方程式と呼ばれ、（宇宙定数を含む形式では）以下のように書き下せる。
{\displaystyle R^{\alpha \beta }-{\frac {1}{2}}Rg^{\alpha \beta }+\Lambda g^{\alpha \beta }={\frac {8\pi G}{c^{4}\mu _{0}}}\left(F^{\alpha }{}^{\psi }F_{\psi }{}^{\beta }+{\frac {1}{4}}g^{\alpha \beta }F_{\psi \tau }F^{\psi \tau }\right)}
また、これに加えて電磁テンソルは自由空間における共変形式のマクスウェル方程式を満たすことも要求される。
{\displaystyle F^{\alpha \beta }{}_{;\beta }=0}
{\displaystyle F_{[\alpha \beta ;\gamma ]}={\frac {1}{3}}\left(F_{\alpha \beta ;\gamma }+F_{\beta \gamma ;\alpha }+F_{\gamma \alpha ;\beta }\right)={\frac {1}{3}}\left(F_{\alpha \beta ,\gamma }+F_{\beta \gamma ,\alpha }+F_{\gamma \alpha ,\beta }\right)=0}
ここで、セミコロン ; は共変微分を表わすものとし、角括弧は反対称化を表わすものとする。これらの式は2-形式 F について、一つ目は 4-発散が 0 であること、二つ目は外微分が 0 であることをそれぞれ示している。2つ目の方程式から、ポアンカレの補題によりある座標チャートにおいて電磁ポテンシャル Aα を以下のように導入できることが従う。
{\displaystyle F_{\alpha \beta }=A_{\alpha ;\beta }-A_{\beta ;\alpha }=A_{\alpha ,\beta }-A_{\beta ,\alpha }\!}
ここで、コンマ , は偏微分を表わすものとする。これを用いた方程式を共変マクスウェル方程式と等価として扱うことも多い。しかし、電磁ポテンシャルを大域的に定義できない大域的な解も存在する。